# ジョゼフ・ドスタル
ジョゼフ・ドスタル（チェコ語：Josef Dostál チェコ語発音: [ˈjozɛv ˈdostaːl] 、1993年3月3日 - ）は、チェコのカヌースプリント選手である。

## 経歴
1993年3月3日にチェコ・プラハで生まれた。
ドスタルが初めてカヌーに乗ったのは3歳の時であった。父はカヤックのコーチであったが、カヌー選手になるよう強制はしなかった。柔道、アイスホッケー、陸上競技、サッカーなどの他、たくさんのスポーツを試し、すべて得意だったが、これらのスポーツをやっても幸せにはなれなかった。彼はよく艇庫に行ってカヌーに乗ることを楽しんでいた。アヒルを狩ったりカヌーから小魚の観察して楽しんでいたら、カヌーが彼にとって特別な存在であることに気づいたことがカヌーを始めたきっかけであった。
ドスタルは、プラハ化学技術大学を卒業している。
2016年リオデジャネイロオリンピックのK-1 1000mで銀メダルを獲得した。さらに、同大会でチェコ代表チームの一員として、K-4 1000mで銅メダルを獲得した。閉会式では、チェコの旗手を担当した。